# Svein Gaute Hølestøl
Svein Gaute Hølestøl (Sandnes, 1 maart 1971) is een Noors voormalig wielrenner die enkele jaren als professional reed bij het Deense Chicky World (1998-1999) en bij het Duitse Gerolsteiner (2000). Hølestøl werd nationaal kampioen op de weg, tijdrijden individueel en per ploeg bij de elite. Hij nam deel aan de Olympische Zomerspelen in 1996 en in 2000. Na zijn actieve loopbaan was hij tussen 2000-2006 ploegleider van de Noorse nationale wielerploeg. In deze rol werd hij opgevolgd door Steffen Kjærgaard.

## Palmares
1994
- Ronde van Namen

1995
- 2e eindklassement Ronde van Rijnland-Palts

1996
- Ringerike GP

1997
- Roserittet
- 4e etappe Ronde van Rijnland-Palts
- 3e eindklassement Ronde van Zweden

1998
- Ringerike GP
- 6e etappe Ronde van Hessen
- 4e etappe Ronde van Rijnland-Palts

1999
- Noors kampioenschap op de weg, elite
- Noors kampioenschap op de weg, ploegentijdrit, elite samen met Frode Flesjå en Erlend Engelsvoll
- 3e en 5e etappe Ronde van Saksen
- 3e etappe Ronde van Hessen
- 1e etappe Ronde van Beieren
- 2e eindklassement Ronde van Beieren

2000
- Noors kampioenschap tijdrijden individueel op de weg, elite

Wielerploegen van Svein Gaute Hølestøl
Branko ·
Gaute Hølestøl ·
Gritsoen ·
Hardter ·
Haselbacher ·
McGrory ·
Mühlbacher · 
Ordowski ·
Peschel ·
Pollack ·  
Rich · 
Sauerborn ·
Schmidt ·
Steinhauser · 
Teutenberg · 
Walzer ·
Wrolich